# Okoń pospolity

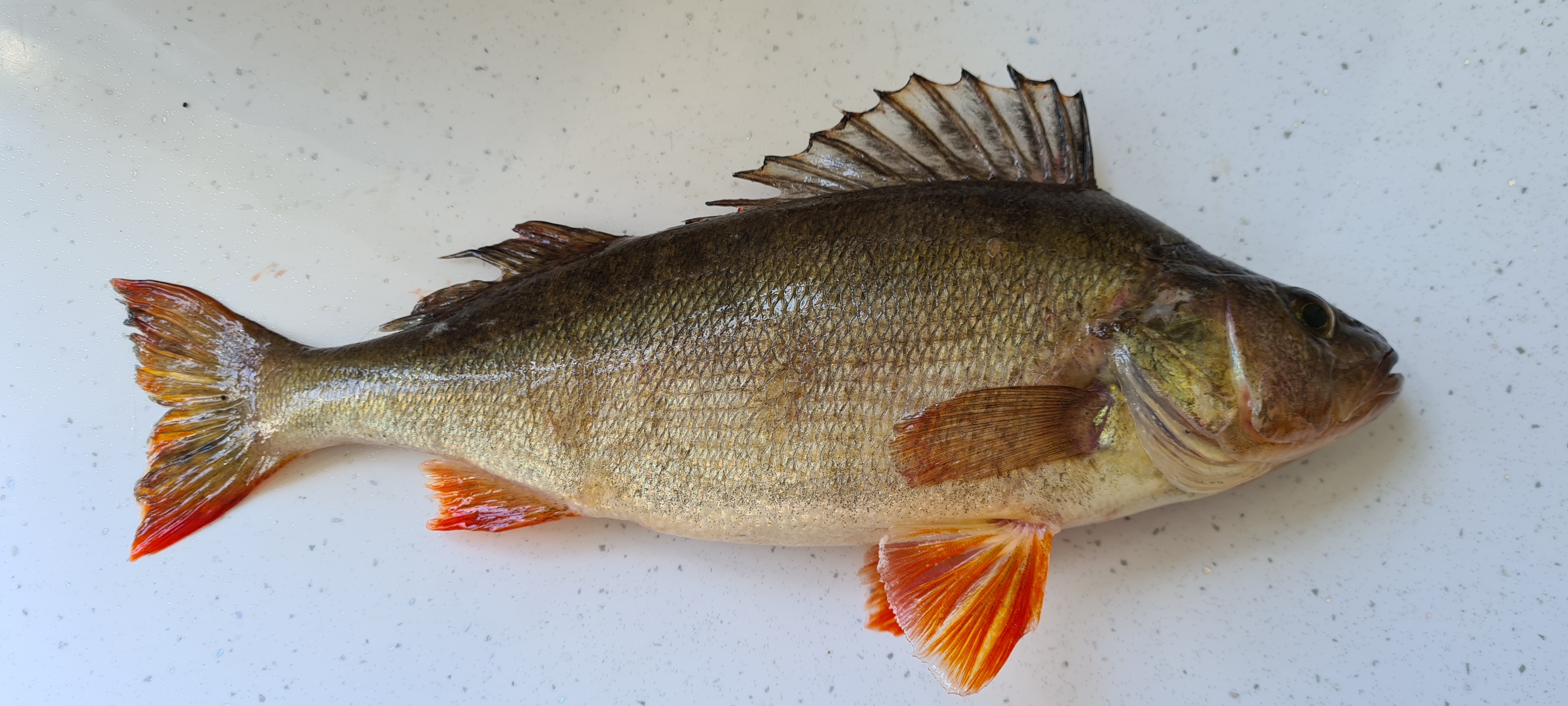

Okoń pospolity, okoń (Perca fluviatilis) – gatunek drapieżnej ryby z rodziny okoniowatych (Percidae).

## Występowanie
Europa z wyjątkiem Półwyspu Iberyjskiego, północnej Szkocji, zachodniej Skandynawii, południowych i środkowych Włoch i zachodniej części Bałkanów oraz Azja aż do Kołymy. Introdukowany m.in. na Irlandii i w Australii.
Występuje w wodach do 1000 m n.p.m., zarówno w płynących jak i stojących, a także w słonawych wodach przybrzeżnych w estuarium rzek. Młodsze osobniki często tworzą ławice, starsze żyją w niewielkich grupach bądź samotnie.

## Opis
Osiąga do 60 cm długości standardowej i masę ciała do 4,8 kg. Ciało wysokie, bocznie spłaszczone. Łuski małe, ktenoidalne, mocno osadzone w skórze. Pokrywy skrzelowe zakończone ostrymi kolcami, a ich górna krawędź jest ząbkowana. Otwór gębowy duży, przedni, tylna krawędź szczęki sięga do oka.
Grzbiet ciemnoszary do oliwkowozielonkawego, boki jaśniejsze. Na grzbiecie i bokach 5–9 poprzecznych, ciemnych smug, brzuch biały lub wchodzący w czerwonawy kolor o srebrzystym połysku. Pierwsza płetwa grzbietowa szara z ciemną plamą w tylnej części, druga płetwa zielonkawoszara, lekko przezroczysta, płetwy piersiowe żółtawoszare, pozostałe płetwy jaskrawoczerwone. Ubarwienie zmienne w zależności od miejsca przebywania, osobniki żyjące w płytkich prześwietlonych wodach są bardziej jaskrawo ubarwione od tych żyjących w ciemnych, głębokich wodach.
Samce są jaskrawiej ubarwione.

## Odżywianie
Żeruje głównie o wschodzie i zachodzie słońca nie unikając innych pór dnia. Jednym z głównych pokarmów są skorupiaki z rzędu Calanoida Eudiaptomus gracilis.
Narybek żywi się planktonem, później ikrą innych ryb (zwłaszcza karpiowatych). Dorosłe osobniki zjadają głównie ryby, np. płocie oraz większe bezkręgowce, np. raki.

## Rozród
Trze się od marca do czerwca na płyciznach. Samica składa od 12 000 do 300 000 ziaren ikry o średnicy 2–2,5 mm, która jest przyklejana do kamieni, zanurzonych gałęzi, roślin wodnych itp. w postaci długich wstęg. Wylęg po 14–21 dniach. Świeżo wylęgłe larwy mierzą 3–6 mm i posiadają jajowatego kształtu woreczek żółtkowy zawierający kroplę tłuszczu, która umożliwia im unoszenie się na wodzie.

## Sen ryby
Okoń europejski zapada w nocy w swego rodzaju „stan głębokiego snu”. W tym czasie przebywa przy dnie zbiornika, opierając się o dno płetwami brzusznymi i płetwą ogonową. Na ten okres „zwija” swoją płetwę grzbietową. Sen ten jest na tyle głęboki, że nie wytrąci i nie wystraszy z niego nawet jasny snop światła. Po obudzeniu, które trwa przez kilka minut, ponownie rozkłada płetwę grzbietową.

## Znaczenie gospodarcze
Nie posiada większego znaczenia gospodarczego, chociaż jego mięso, delikatne i smaczne, jest cenione przez smakoszy. Niemniej jednak są akweny, na których gatunek ten stanowi znaczącą część sumarycznej masy połowów. Np. z Jeziora Genewskiego (łącznie po stronach szwajcarskiej i francuskiej) w latach 1986–1994 pozyskiwano rocznie średnio 403 tony tej ryby, z czego ok. 35 ton stanowiły połowy na wędkę. Pozostała część przypadała na ok. 150 rybaków zawodowych łowiących siecią i stanowiła blisko połowę masy wszystkich złowionych przez nich w tym jeziorze ryb. Generalnie łowione są osobniki nieprzekraczające zwykle 20 cm długości. W wielu restauracjach u brzegów jezior Genewskiego i Bourget jedną ze specjalności są panierowane, smażone filety z okonia (fr. filets de perches).
Okoń bardzo chętnie łowiony jest przez wędkarzy na spinning, spod lodu, oraz na żywą i martwą rybę, a także na spławik, grunt i na muchę.

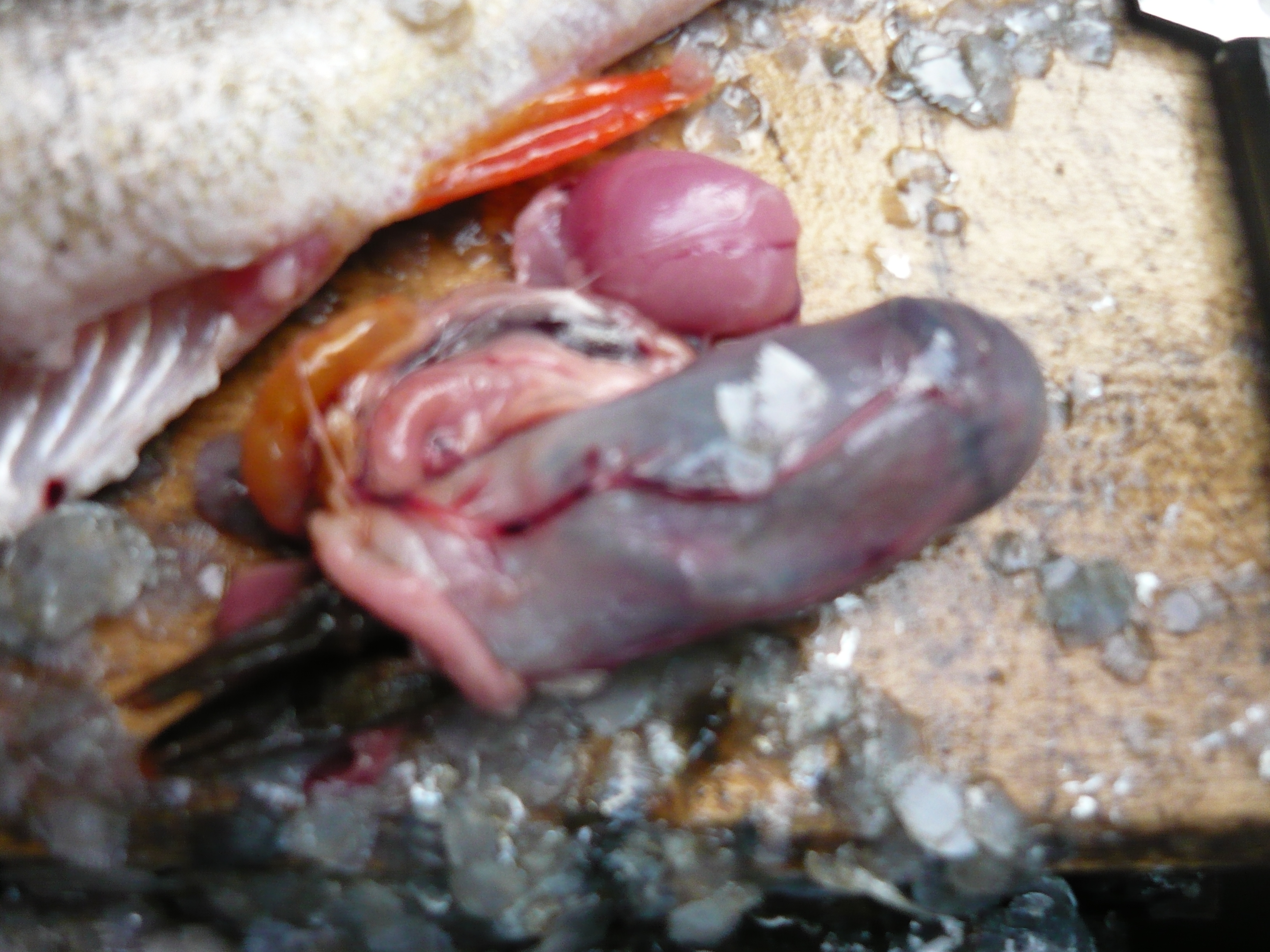
Rak błotny w żołądku okonia

## Ochrona
W Polsce podlega ochronie od 2011 r. Wymiar ochronny – 15 cm.
W niektórych okręgach Polskiego Związku Wędkarskiego może być wprowadzony większy wymiar ochronny, np. lubelskim oraz Okręgu Nadnoteckim 18 cm (2010 rok), a w 2011 r. w radomskim, skierniewickim (18 cm) i w Jeziorsku.
Rekord Polski wagowy: 2,69 kg o długości 50 cm złowiony w ciepłym kanale w Gryfinie.